# محمد محمد
محمد محمد (بالسويدية: Mehmet Mehmet)‏ (23 ديسمبر 1985 بغابروفو في بلغاريا - ) هو لاعب كرة قدم سويدي في مركز الوسط. لعب مع سليبنر وإتار 1924 فيليكو ترنوفو ‏ ونادي فالكنبرغ وفاربرغس بويس ‏ وIF Sylvia ‏ وUngmennafélag Njarðvíkur ‏.

## وصلات خارجية
- محمد محمد على موقع اتحاد السويد (السويدية)
- محمد محمد على موقع قاعدة بيانات كرة القدم.إي يو (الإنجليزية)
- محمد محمد على موقع Soccerway.com (الإنجليزية)